# Keelbaach
Kaelbaach är ett vattendrag i Luxemburg.   Det ligger i distriktet Luxemburg, i den södra delen av landet, 12 kilometer söder om huvudstaden Luxemburg.
Trakten runt Kaelbaach består till största delen av jordbruksmark. Runt Kaelbaach är det ganska tätbefolkat, med 239 invånare per kvadratkilometer.